# リルイェンダール
リルイェンダール（リリェンダール、Liljendal）はフィンランドにかつて存在した自治体。南スオミ州東ウーシマー県ロヴィーサ郡に属していた。
2008年度の人口はおよそ1460人。面積は119.76km2でありそのうち5.68km2は水域に覆われている。人口密度は12.82人/km2。
スウェーデン語、フィンランド語両方が公用語であるが、スウェーデン語話者が多く、フィンランド語話者は少ない。古くはフィンランドの書物にリリェンターリ（Liljentaali）として記されている。
2010年1月1日に、ペルナヤ、ルオツィンピュフターと共にロヴィーサに吸収合併され、消滅した。
現在は、南スオミ州の廃止、東ウーシマー県の合併を受けて、ウーシマー県ロヴィーサの一地区となっている。